# 大塚山古墳 (河合町)

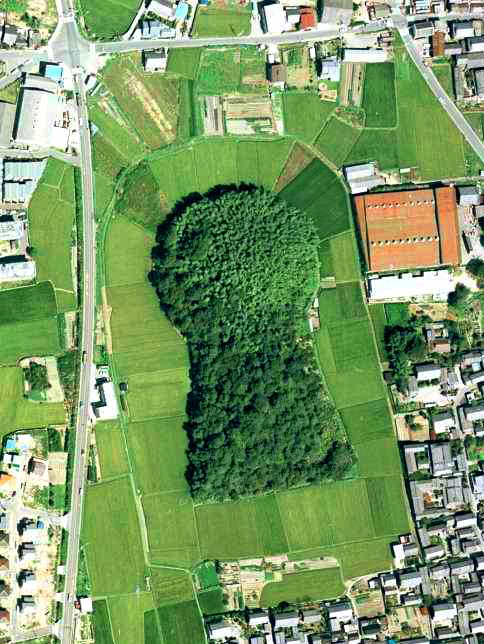
大塚山古墳の空中写真。

大塚山古墳 （おおつかやまこふん、川合大塚山古墳）は、奈良県北葛城郡河合町川合にある古墳。形状は前方後円墳。馬見古墳群（北群のうち大塚山古墳群）を構成する古墳の1つ。国の史跡に指定されている（史跡「大塚山古墳群」のうち）。

## 概要
- 全長215メートル[2]または197メートル[3]
- 後円部径108メートル、高さ15.8メートル
- 前方部幅123メートル、高さ16.9メートル

河合町川合に所在する、前方部を南に向けた三段築成の前方後円墳である。墳丘の保存状態は良好で、周濠跡は水田になっているが、盾形の周濠の痕跡を明瞭に残している。
馬見古墳群の中ではその北部に立地する大塚山古墳群に含まれる。大塚山古墳群は前方後円墳、方墳、円墳など8基の古墳から構成されるが、本古墳はその規模の上からも中心的な位置を占めている。
調査が行われていないため埋葬施設は不明である。墳丘には葺石および円筒埴輪の囲繞が確認されている。遺物は、円筒埴輪・朝顔形埴輪・形象埴輪（家形埴輪の円柱部分に小型の盾を付けたもの・盾形埴輪・蓋形埴輪）・須恵器模倣土師器などが確認されている。須恵質土器が含まれていることから、5世紀中頃～後半の築造と推定され、同時期では奈良盆地内で最大級の古墳である。
1956年（昭和31年）12月28日、周辺の古墳7基を含め「大塚山古墳群」として国の史跡に指定された。

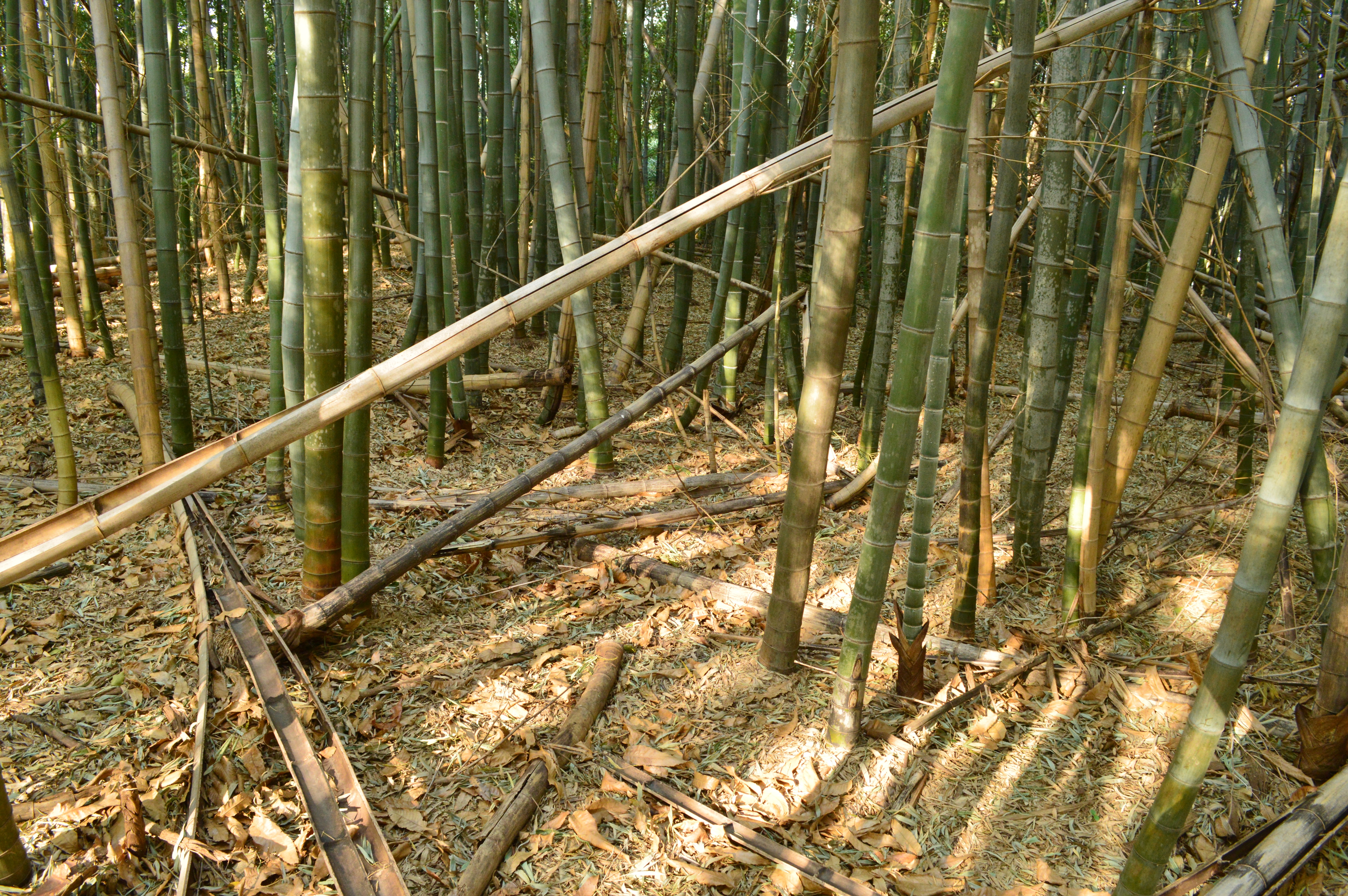
後円部墳頂
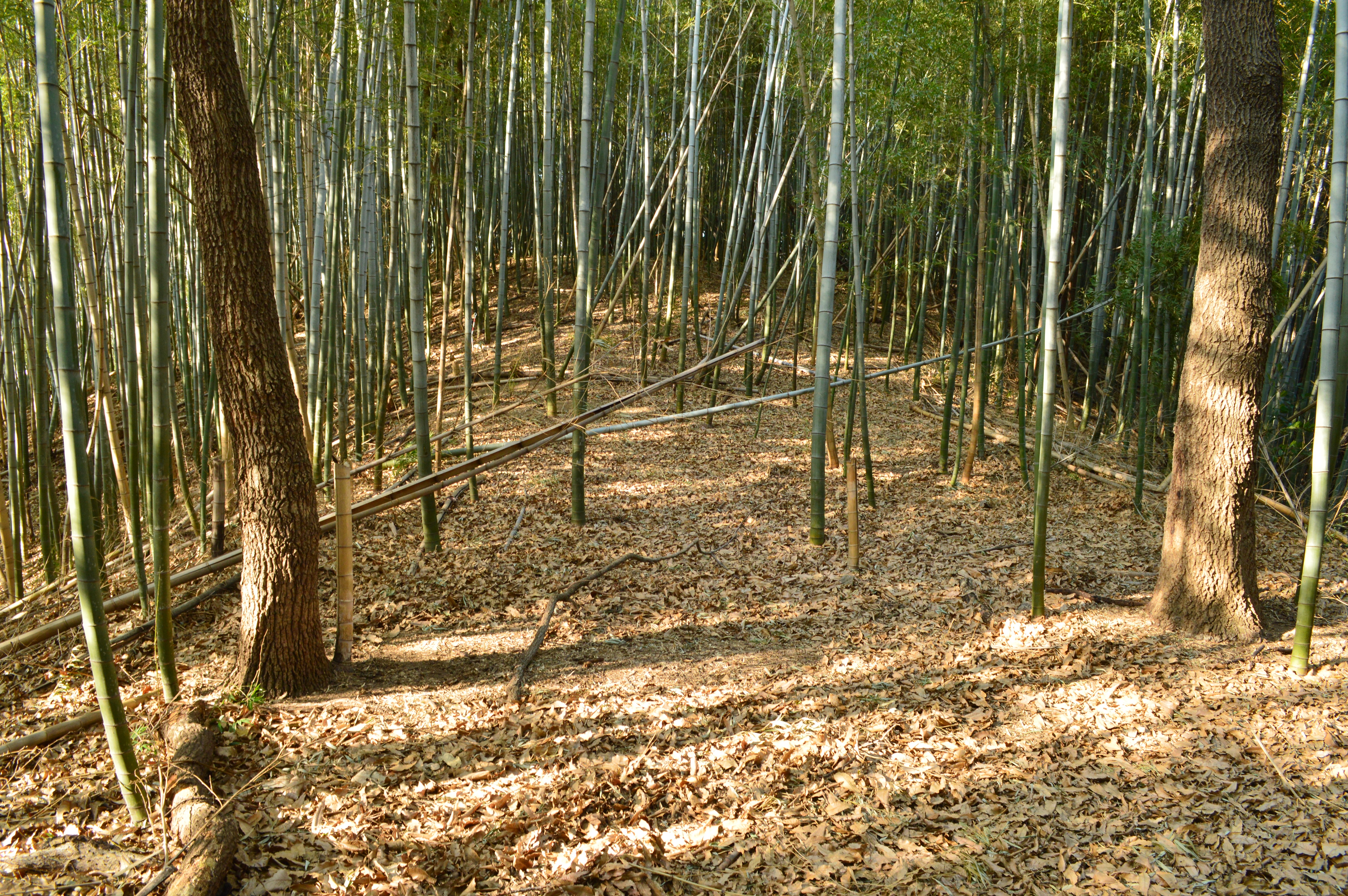
前方部から後円部を望む
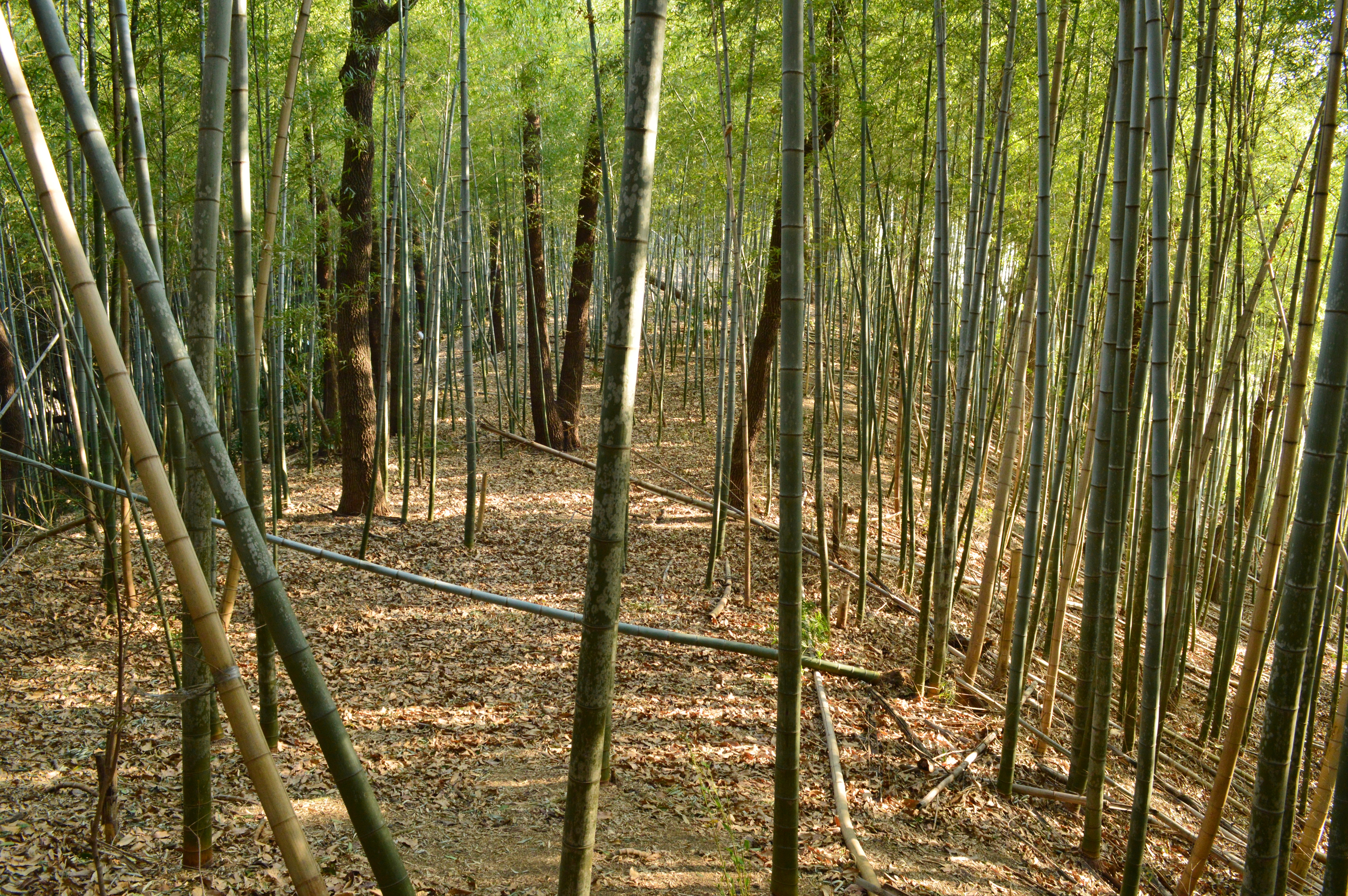
後円部から前方部を望む
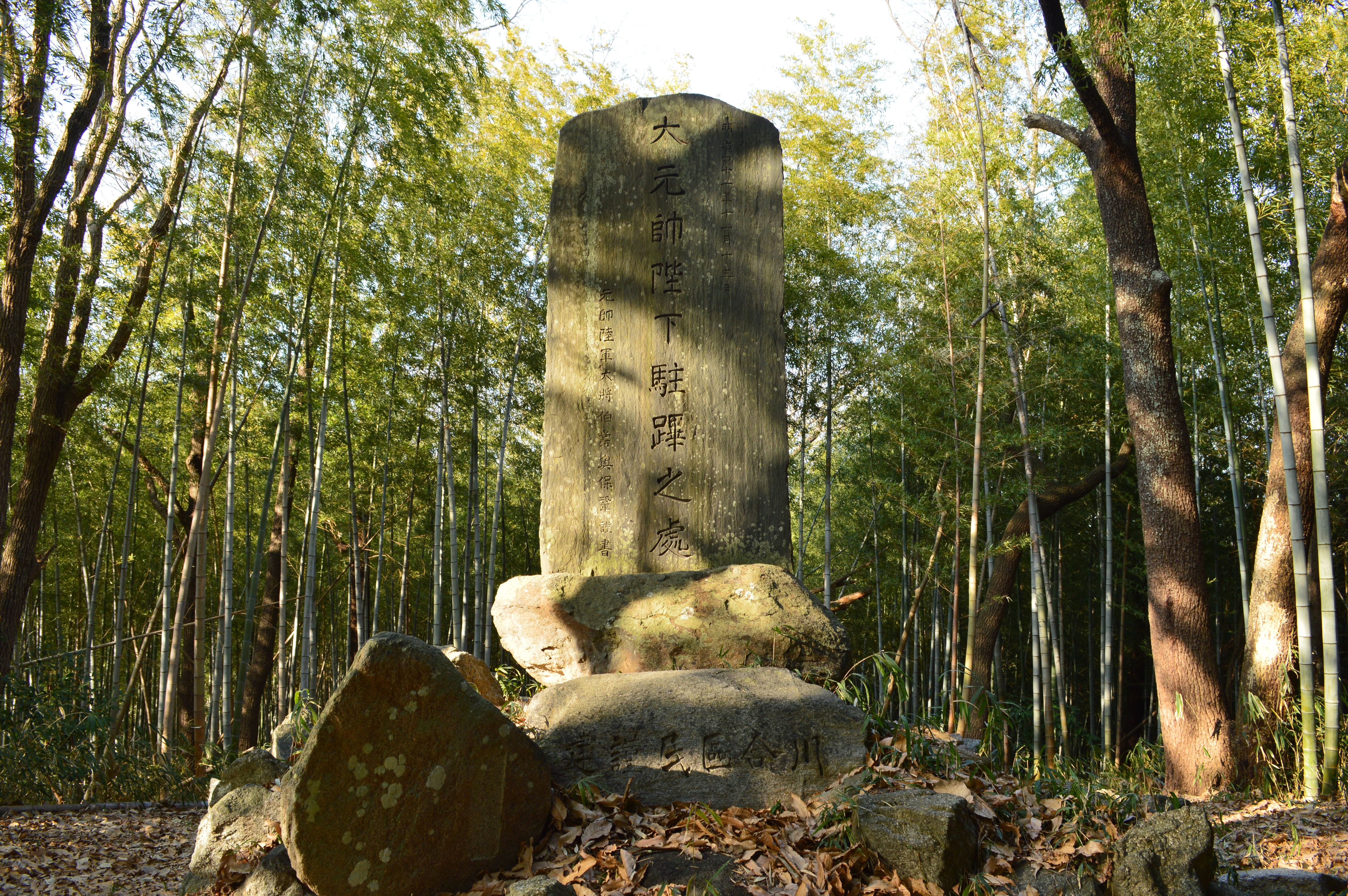
前方部墳頂の大元帥陛下駐蹕之處碑
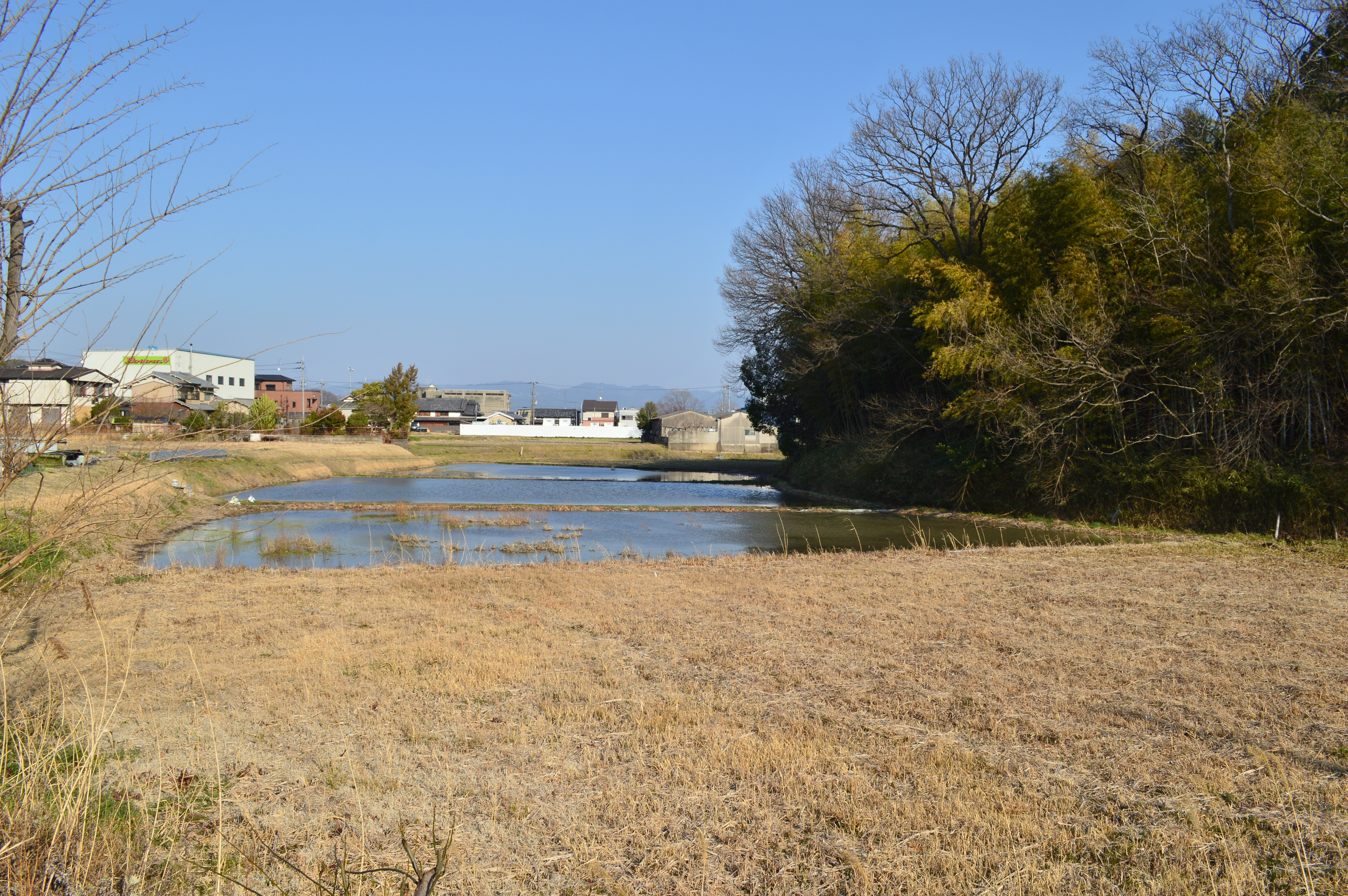
周濠

## 出来事
2020年（令和2年）4月27日、墳丘上の一部が何者かによって掘り返され、円筒埴輪2本分が持ち去られているのが発見された。内1本は5月1日までの間に墳丘上に破片の状態で戻された。また5月28日までの間に、もう1本が接着剤で接合して組み立てられた状態で墳丘上に戻されていた。国や自治体の指定を受けた史跡に対するこのような行為（盗掘や採集、原位置からの移動）は、保護のためにその姿や形・状態を変えてはいけないと定められている文化財を毀損するもの（許可を得ない現状の変更=破壊）であり、文化財保護法（第125条・196条・197条の1）違反事件として捜査が行われていた。
同年6月12日、町教育委員会はタケノコ掘りをしていた地元の子供とその保護者たちによる仕業だったと発表した。

## 関連文献
（記事執筆に使用していない関連文献）
- 『史跡大塚山古墳群整備基本計画書』河合町教育委員会、2024年。 - リンクは奈良文化財研究所「全国遺跡報告総覧」。